# Liga Leumit 1993-1994
La Liga Leumit 1993-1994 è stata la 53ª edizione della massima serie del campionato israeliano di calcio.
Le 14 squadre partecipanti si affrontarono secondo la formula adottata per la stagione precedente, con un unico girone all'italiana, tra partite di andata, ritorno e terzo turno. Le partite del terzo turno sarebbero state disputate secondo un ordine dipendente dalla posizione in classifica delle singole squadre.
Per ogni vittoria si assegnavano tre punti e per il pareggio un punto.
In vista di un ulteriore allargamento, a partire dalla successiva stagione, del numero delle squadre di Liga Leumit a 16, fu disposto che solo l'ultima classificata retrocedesse direttamente in Liga Artzit, da cui sarebbero state promosse le prime tre classificate. Infine, si sarebbe disputato uno spareggio tra la penultima classificata della Liga Leumit e la quarta della Liga Artzit, in una sfida di andata e ritorno, la vincente della quale avrebbe conquistato un posto nel successivo campionato di massima serie.
Il torneo fu vinto, per la quinta volta, dal Maccabi Haifa.
Si confermò capocannoniere del torneo, per la terza stagione consecutiva, Alon Mizrahi, stavolta in forza al Maccabi Haifa, con 28 goal.

## Squadre partecipanti
| Club                   | Città       |
| ---------------------- | ----------- |
| Beitar Gerusalemme     | Gerusalemme |
| Bnei Yehuda            | Tel Aviv    |
| Hapoel Be'er Sheva     | Be'er Sheva |
| Hapoel Haifa           | Haifa       |
| Hapoel Kfar Saba       | Kfar Saba   |
| Hapoel Petah Tiqwa     | Petah Tiqwa |
| Hapoel Tel Aviv        | Tel Aviv    |
| Hapoel Tzafririm Holon | Holon       |
| Ironi Ashdod           | Ashdod      |
| Maccabi Haifa          | Haifa       |
| Maccabi Herzliya       | Herzliya    |
| Maccabi Netanya        | Netanya     |
| Maccabi Petah Tiqwa    | Petah Tiqwa |
| Maccabi Tel Aviv       | Tel Aviv    |

## Classifica
|                     | Pos. | Squadra                | Pt | G  | V  | N  | P  | GF | GS | DR  |
| ------------------- | ---- | ---------------------- | -- | -- | -- | -- | -- | -- | -- | --- |
| Campione di Israele | 1.   | Maccabi Haifa          | 95 | 39 | 28 | 11 | 0  | 97 | 27 | +70 |
|                     | 2.   | Maccabi Tel Aviv       | 88 | 39 | 27 | 7  | 5  | 80 | 36 | +44 |
|                     | 3.   | Hapoel Be'er Sheva     | 65 | 39 | 18 | 11 | 10 | 54 | 38 | +16 |
|                     | 4.   | Beitar Gerusalemme     | 64 | 39 | 19 | 7  | 13 | 75 | 66 | +9  |
|                     | 5.   | Hapoel Tel Aviv        | 54 | 39 | 16 | 6  | 17 | 61 | 59 | +2  |
|                     | 6.   | Maccabi Netanya        | 49 | 39 | 13 | 10 | 16 | 64 | 71 | -7  |
|                     | 7.   | Hapoel Petah Tiqwa     | 48 | 39 | 12 | 12 | 15 | 53 | 56 | -6  |
|                     | 8.   | Maccabi Petah Tiqwa    | 47 | 39 | 11 | 14 | 14 | 37 | 46 | -9  |
|                     | 9.   | Bnei Yehuda            | 47 | 39 | 13 | 8  | 18 | 55 | 67 | -12 |
|                     | 10.  | Hapoel Tzafririm Holon | 45 | 39 | 11 | 12 | 16 | 43 | 68 | -25 |
|                     | 11.  | Maccabi Herzliya       | 41 | 39 | 10 | 11 | 18 | 41 | 53 | -12 |
|                     | 12.  | Ironi Ashdod           | 38 | 39 | 9  | 11 | 19 | 53 | 57 | -4  |
|                     | 13.  | Hapoel Haifa           | 34 | 39 | 7  | 13 | 19 | 39 | 80 | -41 |
|                     | 14.  | Hapoel Kfar Saba       | 21 | 39 | 7  | 11 | 21 | 36 | 64 | -28 |

## Spareggio promozione-retrocessione

### Andata
|  | Hapoel Haifa | 0 – 1 | Shimshon Tel Aviv |  |

### Ritorno
|  | Shimshon Tel Aviv | 0 – 3 | Hapoel Haifa |  |

## Verdetti
- Maccabi Haifa campione di Israele 1993-1994, qualificato al turno preliminare della Champions League 1994-1995
- Maccabi Tel Aviv qualificato al turno preliminare della Coppa delle Coppe 1994-1995 in quanto vincitore della Coppa di Stato 1993-1994
- Hapoel Be'er Sheva qualificato al turno preliminare della Coppa UEFA 1994-1995
- Hapoel Kfar Saba retrocesso in Liga Artzit 1994-1995
- Hapoel Rishon LeZion, Hapoel Beit She'an e Beitar Tel Aviv promossi in Liga Leumit 1994-1995